# Loiteria rubripes
Loiteria rubripes är en insektsart som beskrevs av Sjöstedt 1921. Loiteria rubripes ingår i släktet Loiteria och familjen gräshoppor. Inga underarter finns listade i Catalogue of Life.